# Douaumont
Douaumont è un comune francese di 7 abitanti situato nel dipartimento della Mosa nella regione della Grand Est.

## Storia
Situato nei pressi della fortezza omonima, uno degli obiettivi principali della battaglia di Verdun della prima guerra mondiale, questo villaggio fu completamente distrutto nel 1916. Fra i 3 villaggi successivamente ricostruiti è con Ornes il meno popolato. Famoso è l'ossario di Douaumont.

## Società

### Evoluzione demografica
Abitanti censiti